# Volley Milano 2015-2016
Questa voce raccoglie le informazioni riguardanti il Volley Milano nelle competizioni ufficiali della stagione 2015-2016.

## Stagione
La stagione 2015-16 è per il Volley Milano, sponsorizzato dal Gi Group e ricordando nella denominazione la città di Monza, dove disputa le partite casalinghe, la quinta, la seconda consecutiva, in Serie A1; confermato l'allenatore Oreste Vacondio, viene poi sostituito a stagione in corso dal suo secondo Francesco Cattaneo. La rosa è completamente rinnovata: le uniche conferme sono quelle di Iacopo Botto, Andrea Galliani e Nikola Jovović; tra i principali acquisti quelli di Thomas Beretta, Renan Buiatti, Marco Rizzo, Tomas Rousseaux, Andrea Sala, Pieter Verhees e Ivan Raič, quest'ultimo arrivato a campionato in corso, mentre tra le cessioni si registrano quelle di Lorenzo Bonetti, Daniele De Pandis, Williams Padura, Svetoslav Gocev e Alberto Elia.
Il campionato si apre con quattro sconfitte consecutive, anche se il Volley Milano conquista il primo punto alla seconda giornata nella gara persa per 3-2 contro la Top Volley; la prima vittoria arriva alla quinta giornata, in trasferta, sulla Powervolley Milano: a questa ne segue un'altra sulla Pallavolo Molfetta. Nelle ultime sei giornata del girone di andata il club di Milano conquista altri due successi, chiudendo all'ottavo posto in classifica e qualificandosi per la Coppa Italia. Il girone di ritorno è caratterizzato da tutte sconfitte e tre vittorie, rispettivamente alla quattordicesima giornata contro il Gruppo Sportivo Porto Robur Costa, alla diciassettesima giornata contro la Pallavolo Molfetta e alla diciannovesima giornata contro la Pallavolo Piacenza, chiudendo la regular season al decimo posto, fuori dai play-off scudetto, ma qualificandosi per i play-off per il quinto posto, la cui vittoria qualificherebbe la squadra alla Challenge Cup 2016-17. Dopo una fase a gironi per definire la griglia di partenza dei play-off, il club incontra la Pallavolo Molfetta e dopo aver perso gara 1 e vinto gara 2, cede in gara 3, fermandosi quindi ai quarti di finale.
L'ottavo posto al termine del girone di andata della Serie A1 2016-17 consente alla squadra lombarda di partecipare alla Coppa Italia: il Volley Milano è tuttavia immediatamente eliminato a seguito della doppia sconfitta sia nella gara di andata sia in quella di ritorno nei quarti di finale contro il Modena Volley.

## Organigramma societario
Area direttiva
- Presidente: Alessandra Marzari
- Vicepresidente: Alberto Zucchi
- Segreteria generale: Ilaria Conciato

Area organizzativa
- Team manager: Dario Livio
- Direttore sportivo: Claudio Bonati
- Direttore generale: Ilaria Conciato
- Direttore tecnico: Oreste Vacondio (dal 30 marzo 2016)

Area tecnica
- Allenatore: Oreste Vacondio (fino al 30 marzo 2016), Francesco Cattaneo (dal 31 marzo 2016)
- Allenatore in seconda: Francesco Cattaneo (fino al 30 marzo 2016), Francesco Dagioni (dal 31 marzo 2016)
- Assistente allenatori: Massimo Dagioni (fino al 30 marzo 2016)
- Scout man: Danilo Contrario

Area comunicazione
- Ufficio stampa: Giò Antonelli
- Area comunicazione: Dario Keller, Matteo Pastore

Area marketing
- Ufficio marketing: Matteo Pastore
- Biglietteria: Mark Pierotti
- Social media manager: Alessandro Abeni

Area sanitaria
- Medico: Alessandra Marzari
- Fisioterapista: Marco Zenato
- Preparatore atletico: Silvio Colnago

## Rosa
| N° | Nome            | Ruolo | Data di nascita   | Nazionalità sportiva |
| -- | --------------- | ----- | ----------------- | -------------------- |
| 1  | Ivan Raič       | S/O   | 3 giugno 1990     | Croazia              |
| 3  | Andrea Sala     | C     | 27 dicembre 1978  | Italia               |
| 5  | Nicola Daldello | P     | 6 maggio 1983     | Italia               |
| 6  | Andrea Galliani | S/O   | 6 gennaio 1988    | Italia               |
| 7  | Mario Mercorio  | S     | 28 ottobre 1983   | Italia               |
| 8  | Davide Brunetti | L     | 5 luglio 1995     | Italia               |
| 9  | Nikola Jovović  | P     | 13 febbraio 1992  | Serbia               |
| 10 | Marco Rizzo     | L     | 2 gennaio 1990    | Italia               |
| 11 | Iacopo Botto    | S     | 22 settembre 1987 | Italia               |
| 12 | Pieter Verhees  | C     | 8 dicembre 1989   | Belgio               |
| 13 | Thomas Beretta  | C     | 18 aprile 1990    | Italia               |
| 14 | Renan Buiatti   | S/O   | 10 gennaio 1990   | Brasile              |
| 15 | Tomas Rousseaux | S     | 31 marzo 1994     | Belgio               |
| 18 | Gao Qi          | S/O   | 19 novembre 1993  | Cina                 |

## Mercato
| Acquisti | Acquisti        | Acquisti           | Acquisti   |
| R.       | Nome            | da                 | Modalità   |
| -------- | --------------- | ------------------ | ---------- |
| C        | Thomas Beretta  | Sir Safety Perugia | definitivo |
| L        | Davide Brunetti | Olimpia Bergamo    | definitivo |
| S/O      | Renan Buiatti   | Porto Robur Costa  | definitivo |
| P        | Nicola Daldello | Città di Castello  | definitivo |
| S/O      | Gao Qi          | Sichuan            | definitivo |
| S        | Mario Mercorio  | Libertas Brianza   | definitivo |
| S/O      | Ivan Raič       | Şahinbey           | definitivo |
| L        | Marco Rizzo     | Powervolley Milano | definitivo |
| S        | Tomas Rousseaux | Roeselare          | definitivo |
| C        | Andrea Sala     | Modena             | definitivo |
| C        | Pieter Verhees  | Modena             | definitivo |

| Cessioni | Cessioni          | Cessioni           | Cessioni   |
| R.       | Nome              | a                  | Modalità   |
| -------- | ----------------- | ------------------ | ---------- |
| S        | Lorenzo Bonetti   | Materdomini        | definitivo |
| S        | Maksim Botin      | ?                  | definitivo |
| L        | Daniele De Pandis | Molfetta           | definitivo |
| C        | Alberto Elia      | Sir Safety Perugia | definitivo |
| C        | Svetoslav Gocev   | Shahrdari Tabriz   | definitivo |
| S/O      | Williams Padura   | Police             | definitivo |
| L        | William Procopio  | Diavoli Rosa       | definitivo |
| P        | Simone Tiberti    | Atlantide Brescia  | definitivo |
| C        | Alejandro Vigil   | Almería            | definitivo |
| S/O      | Wang Chen         | Beijing            | definitivo |

## Risultati

### Serie A1

#### Girone di andata
| 1ª giornata - 28 ottobre 2015 Palazzetto dello Sport, Monza      | Milano             | 1 - 3 | Trentino          | 20-25, 25-22, 20-25, 22-25        |
| 2ª giornata - 1º novembre 2015 PalaBianchini, Latina             | Top Volley Latina  | 3 - 2 | Milano            | 25-23, 25-27, 25-17, 23-25, 15-13 |
| 3ª giornata - 8 novembre 2015 Palazzetto dello Sport, Monza      | Milano             | 1 - 3 | Porto Robur Costa | 26-28, 23-25, 25-22, 19-25        |
| 4ª giornata - 11 novembre 2015 Palazzetto dello Sport, Monza     | Milano             | 1 - 3 | Modena            | 25-23, 18-25, 20-25, 17-25        |
| 5ª giornata - 17 novembre 2015 PalaBorsani, Castellanza          | Powervolley Milano | 1 - 3 | Milano            | 22-25, 25-19, 20-25, 23-25        |
| 6ª giornata - 22 novembre 2015 Palazzetto dello Sport, Monza     | Milano             | 3 - 1 | Molfetta          | 25-22, 25-20, 18-25, 25-21        |
| 7ª giornata - 24 novembre 2015 PalaEvangelisti, Perugia          | Sir Safety Perugia | 3 - 0 | Milano            | 25-19, 35-33, 25-17               |
| 8ª giornata - 1º dicembre 2015 PalaBanca, Piacenza               | Piacenza           | 2 - 3 | Milano            | 30-28, 25-22, 23-25, 19-25, 8-15  |
| 9ª giornata - 6 dicembre 2015 Palazzetto dello Sport, Monza      | Milano             | 3 - 0 | Padova            | 28-26, 25-22, 25-21               |
| 10ª giornata - 8 dicembre 2015 PalaCivitanova, Civitanova Marche | Lube               | 3 - 0 | Milano            | 25-20, 25-20, 25-22               |
| 11ª giornata - 13 dicembre 2015 Palazzetto dello Sport, Monza    | Milano             | 1 - 3 | BluVolley Verona  | 25-21, 23-25, 21-25, 22-25        |

#### Girone di ritorno
| 12ª giornata - 20 dicembre 2016 PalaTrento, Trento            | Trentino          | 3 - 1 | Milano             | 20-25, 25-23, 25-21, 25-23       |
| 13ª giornata - 19 gennaio 2016 Palazzetto dello Sport, Monza  | Milano            | 1 - 3 | Top Volley Latina  | 26-28, 20-25, 25-22, 21-25       |
| 14ª giornata - 24 gennaio 2016 PalaGalassi, Ravenna           | Porto Robur Costa | 1 - 3 | Milano             | 23-25, 25-19, 24-26, 18-25       |
| 15ª giornata - 31 gennaio 2016 PalaPanini, Modena             | Modena            | 3 - 0 | Milano             | 25-22, 25-22, 28-26              |
| 16ª giornata - 4 febbraio 2016 Palazzetto dello Sport, Monza  | Milano            | 1 - 3 | Powervolley Milano | 26-28, 20-25, 25-22, 16-25       |
| 17ª giornata - 10 febbraio 2016 PalaPoli, Molfetta            | Molfetta          | 1 - 3 | Milano             | 21-25, 25-22, 28-30, 21-25       |
| 18ª giornata - 14 febbraio 2016 Palazzetto dello Sport, Monza | Milano            | 2 - 3 | Sir Safety Perugia | 21-25, 23-25, 25-22, 25-23, 9-15 |
| 19ª giornata - 21 febbraio 2016 Palazzetto dello Sport, Monza | Milano            | 3 - 1 | Piacenza           | 15-25, 25-21, 25-20, 28-26       |
| 20ª giornata - 24 febbraio 2016 PalaSanLazzaro, Padova        | Padova            | 3 - 0 | Milano             | 25-23, 25-21, 25-13              |
| 21ª giornata - 28 febbraio 2016 Palazzetto dello Sport, Monza | Milano            | 0 - 3 | Lube               | 21-25, 22-25, 16-25              |
| 22ª giornata - 6 marzo 2016 PalaOlimpia, Verona               | BluVolley Verona  | 3 - 1 | Milano             | 25-20, 25-23, 21-25, 25-22       |

#### Play-off 5º posto
| 1ª giornata - 12 marzo 2016 Palazzetto dello Sport, Monza                | Milano            | 3 - 1 | Piacenza           | 29-27, 25-20, 18-25, 25-20        |
| 2ª giornata - 20 marzo 2016 Palazzetto dello Sport, Monza                | Milano            | 2 - 3 | Powervolley Milano | 25-19, 21-25, 25-23, 24-26, 16-18 |
| 3ª giornata - 26 marzo 2016 PalaGalassi, Forlì                           | Porto Robur Costa | 3 - 1 | Milano             | 22-25, 27-25, 25-23, 25-19        |
| Quarti di finale (gara 1) - 10 aprile 2016 PalaPoli, Molfetta            | Molfetta          | 3 - 1 | Milano             | 22-25, 25-22, 27-25, 25-23        |
| Quarti di finale (gara 2) - 13 aprile 2016 Palazzetto dello Sport, Monza | Milano            | 3 - 1 | Molfetta           | 28-30, 25-18, 25-20, 25-17        |
| Quarti di finale (gara 3) - 17 aprile 2016 PalaPoli, Monza               | Molfetta          | 3 - 1 | Milano             | 26-24, 25-20, 20-25, 25-23        |

### Coppa Italia

#### Fase a eliminazione diretta
| Quarti di finale (andata) - 22 dicembre 2015 Palazzetto dello Sport, Monza | Milano | 2 - 3 | Modena | 24-26, 20-25, 29-27, 25-22, 13-15 |
| Quarti di finale (ritorno) - 14 gennaio 2016 PalaPanini, Modena            | Modena | 3 - 1 | Milano | 25-22, 23-25, 25-20, 25-21        |

## Statistiche

### Statistiche di squadra
| Competizione | Punti | In casa | In casa | In casa | In trasferta | In trasferta | In trasferta | Totale | Totale | Totale |
| Competizione | Punti | G       | V       | P       | G            | V            | P            | G      | V      | P      |
| ------------ | ----- | ------- | ------- | ------- | ------------ | ------------ | ------------ | ------ | ------ | ------ |
| Serie A1     | 22    | 14      | 5       | 9       | 14           | 4            | 10           | 28     | 9      | 19     |
| Coppa Italia | -     | 1       | 0       | 1       | 1            | 0            | 1            | 2      | 0      | 2      |
| Totale       | -     | 15      | 9       | 10      | 15           | 4            | 11           | 30     | 9      | 21     |

G = partite giocate; V = partite vinte; P = partite perse

### Statistiche dei giocatori
| Giocatore    | Serie A1 | Serie A1 | Serie A1 | Serie A1 | Serie A1 | Coppa Italia | Coppa Italia | Coppa Italia | Coppa Italia | Coppa Italia | Totale | Totale | Totale | Totale | Totale |
| Giocatore    | P        | PT       | AV       | MV       | BV       | P            | PT           | AV           | MV           | BV           | P      | PT     | AV     | MV     | BV     |
| ------------ | -------- | -------- | -------- | -------- | -------- | ------------ | ------------ | ------------ | ------------ | ------------ | ------ | ------ | ------ | ------ | ------ |
| T. Beretta   | 28       | 234      | 154      | 59       | 21       | 2            | 14           | 8            | 5            | 1            | 30     | 248    | 162    | 64     | 22     |
| I. Botto     | 28       | 337      | 286      | 24       | 27       | 2            | 25           | 20           | 3            | 2            | 30     | 362    | 306    | 27     | 29     |
| D. Brunetti  | 2        | -        | -        | -        | -        | 0            | -            | -            | -            | -            | 2      | -      | -      | -      | -      |
| R. Buiatti   | 18       | 264      | 220      | 26       | 18       | 2            | 41           | 36           | 4            | 1            | 20     | 305    | 256    | 30     | 19     |
| N. Daldello  | 9        | 5        | 1        | 2        | 2        | 0            | 0            | 0            | 0            | 0            | 9      | 5      | 1      | 2      | 2      |
| A. Galliani  | 28       | 191      | 153      | 23       | 15       | 2            | 12           | 10           | 2            | 0            | 30     | 203    | 163    | 25     | 15     |
| Q. Gao       | 3        | 10       | 10       | 0        | 0        | 0            | 0            | 0            | 0            | 0            | 3      | 10     | 10     | 0      | 0      |
| N. Jovović   | 26       | 60       | 21       | 22       | 17       | 2            | 10           | 2            | 6            | 2            | 28     | 70     | 23     | 28     | 19     |
| M. Mercorio  | 16       | 5        | 2        | 0        | 3        | 2            | 0            | 0            | 0            | 0            | 18     | 5      | 2      | 0      | 3      |
| I. Raič      | 16       | 237      | 201      | 15       | 21       | -            | -            | -            | -            | -            | 16     | 237    | 201    | 15     | 21     |
| M. Rizzo     | 28       | -        | -        | -        | -        | 2            | -            | -            | -            | -            | 30     | -      | -      | -      | -      |
| T. Rousseaux | 24       | 144      | 113      | 15       | 16       | 2            | 11           | 7            | 4            | 0            | 26     | 155    | 120    | 19     | 16     |
| A. Sala      | 15       | 40       | 28       | 11       | 1        | 1            | 0            | 0            | 0            | 0            | 16     | 40     | 28     | 11     | 1      |
| P. Verhees   | 27       | 244      | 181      | 42       | 21       | 2            | 29           | 17           | 8            | 4            | 29     | 273    | 198    | 50     | 25     |

P = presenze; PT = punti totali; AV = attacchi vincenti; MV = muri vincenti; BV = battute vincenti